# Eiselfing

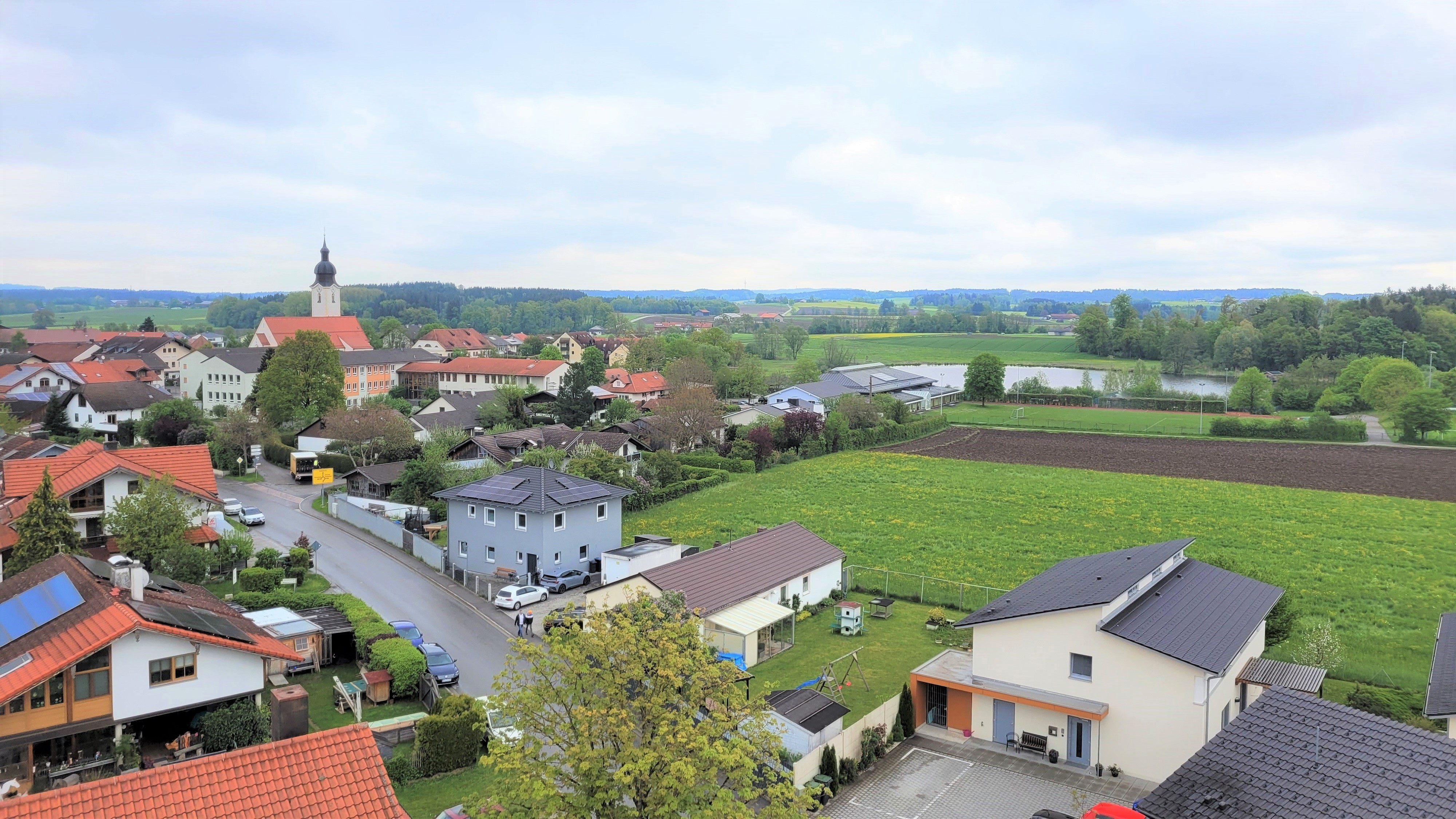
Blick auf den Hauptort Eiselfing

Eiselfing ist eine Gemeinde im oberbayerischen Landkreis Rosenheim. Der gleichnamige Hauptort der Gemeinde hieß früher Kircheiselfing.

## Geografie

### Geografische Lage
Der Hauptort liegt etwa 2,5 km südöstlich der Stadt Wasserburg am Inn, damit östlich des Inn und gehört zum Chiemgau sowie zum Alpenvorland. Der Hauptort Eiselfing liegt 3 km südlich der Bundesstraße 304, die über Ebersberg (26 km) in die rund 60 km entfernte Landeshauptstadt München sowie in Gegenrichtung über Obing (15 km) nach Traunstein (40 km) verläuft. Darüber hinaus sind es jeweils 27 km nach Waldkraiburg und in die kreisfreie Stadt Rosenheim.

### Gemeindegliederung
Die Gemeinde hat 36 Gemeindeteile (in Klammern ist der Siedlungstyp angegeben):
- Aham (Kirchdorf)
- Alteiselfing (Dorf)
- Bachmehring (Dorf)
- Berg (Weiler)
- Bergham (Dorf)
- Breitenbach (Einöde)
- Dirneck (Einöde)
- Eichellohe (Einöde)
- Eiselfing (Pfarrdorf)
- Erpertsham (Weiler)
- Freiham (Kirchdorf)
- Fuchsthal (Einöde)
- Gammersham (Weiler)
- Gartlach (Einöde)
- Grubholz (Einöde)
- Hafenham (Weiler)
- Hausmehring (Weiler)
- Hebertsham (Weiler)
- Höhfelden (Weiler)
- Kammerloh (Einöde)
- Kerschdorf (Dorf)
- Langgassen (Einöde)
- Langwied (Weiler)
- Mühlberg (Einöde)
- Oetz (Einöde)
- Osenaham (Einöde)
- Ostermühl (Einöde)
- Perfall (Einöde)
- Pollersham (Weiler)
- Praschlmühl (Einöde)
- Schilchau (Weiler)
- Spielberg (Einöde)
- Straß (Einöde)
- Thalham (Weiler)
- Weiglham (Einöde)
- Wimpasing (Einöde)

### Natur
Folgende Schutzgebiete berühren das Gemeindegebiet:
- Naturschutzgebiet Vogelfreistätte Innstausee bei Attel und Freiham (NSG-00163.01)
- Fauna-Flora-Habitat-Gebiet Murn, Murner Filz und Eiselfinger See (8039-371)
- Fauna-Flora-Habitat-Gebiet Innauen und Leitenwälder (7939-301)
- Vogelschutzgebiet (Vogelschutzrichtlinie der EU) NSG 'Vogelfreistaette Innstausee bei Attel und Freiham'  (7939-401)

## Geschichte
Erstmals erwähnt wird der Ort im 9. Jahrhundert als Ysolvingone. Der Name leitet sich vom Personennamen Eiswolf/Eisolf ab. Es wird vermutet, dass der erste Salzburger Bischof, der hl. Rupert (696–718), Kirche und Pfarrei Eiselfing selbst gegründet hat.
Ein 1969 bei Renovierungsarbeiten in der Eiselfinger Kirche gefundener Grabaltar aus der ersten Hälfte des 3. Jahrhunderts belegt eine römische Besiedelung des Gemeindegebiets.
Die erste Besiedelung liegt aber schon viel weiter zurück, und zwar wird wohl Alteiselfing die ursprüngliche Niederlassung gewesen sein. Einigen Aufschluss darüber geben die prähistorischen Funde im Schwarzmoos (Pfahlbaureste in 3 Meter Tiefe), Funde aus der La-Tène-Zeit (Torfstich des Madlbauern) und ebenso die Bronzefunde aus Alteiselfing, die zum Teil in den Besitz eines Nationalmuseums gelangt sind (Bronzehalsringe mit Strichornamentik, Ohrgehänge, geflämmtes Bronzeschwert, Sichel, Messer).
Die Endsilbe -ing des Namens deutet auf die Niederlassung eines Alemannen (Sueven, im Gegensatz zum fränkischen Endsilbengebrauch: -heim und -ham oder zur bojarischen Art: -stett, -hausen, -ach, -berg, -moos, -ried) hin.
Eine Tauschurkunde vom Jahre 927 sagt, dass u. a. Eiselfing (Isolvinga) mit dem Nachbarort Durrhausen (Turinhuja) mit allem Grundbesitz, Gebäuden und Zehnt von Erzbischof Odalbert (Adalbert) von Salzburg an die hochedle Dame (nobilissima femina) Rihina übergegangen ist. Rihina (Rhini = die Reiche) war die leibliche Schwester des 907 in der verlorenen Ungarnschlacht bei Pressburg gefallenen Markgrafen Luitpold des Schyren. Sie war die Stammmutter des mächtigen Geschlechts der Grafen von Falkenstein (Stammburg in Oberflintsbach am Inn), deren Besitzungen sich einst vom Chiemsee bis zum Tegernsee, von Endorf und Rosenheim bis über Kufstein und Zirl hinaus erstreckten.
Adelbert (Odalbert) wiederum war einer der Mächtigsten an Salzach und Isen. Als Graf Adalbert zum Erzbischof von Salzburg erhoben worden war, vollzog er mit seiner ehemaligen Gemahlin Rihina den oben besagten großen Gütertausch, der u. a. auch Eiselfing betraf. Welch außerordentliche Bedeutung jener Beurkundung zukam, bezeugt der Umstand, dass 72 Grafen, Edle und Freie die Urkunde in Rohrdorf unterzeichneten, dem vermutlichen Wohnsitz der Rihina.
Etwas später erhielt bei einem erneuten Tausch zwischen Adalbert, Rihina und Schwiegersohn Ottakar letzterer Eiselfing mit Kirche, den Zehenten und Gebäulichkeiten. Rihina erhielt Sossau bei Prien. Das Schloss stand 30 Schritte östlich vom Gotteshaus in Eiselfing an der Stelle des heutigen alten Pfarrhofs.
Spätere Urkunden bestätigen noch Eiselfing als Edelsitz durch Benennung von Zeugen:
- anno 1150 eines Friedericus de Iselvingen
- anno 1180 eines Chonrabu de Isolfingen
- anno 1200 eines Comitis Dietrci apud Isovingen
- anno 1200 eines Siboto de Isolvingen

Zu Zeiten Friedrich Barbarossas kam Eiselfing wieder unter den Bischofshut von Salzburg (1152 bis 1190), wie und wann ist unbekannt.
Die urkundlich frühesten Pfarrherrn Eiselfings waren:
- Cnuonradus plebanus de Isolvingen 1150
- Dominus Richerus (plebanus de Isolvingen 1160)
- Fridericus (et sozius Choerzinger) de Eisolfingen 1296
- Rudolph de Eysolving 1351

Zur Zeit des Dreißigjährigen Krieges und danach wütete die Pest in Eiselfing. Der Nachbarort Kerschdorf war fast ganz ausgestorben. In den Jahren 1649 und 1650 starben in der Nachbarpfarrei Babensham 83, in der Pfarrei Eiselfing 286 Personen.
Das Dorf diente 1907 dem Maler Alexej von Jawlensky als Motiv für sein Gemälde Dorf in Bayern.

### Gemeindebildung
Die Gemeinde Eiselfing entstand im Zuge der Gebietsreform in Bayern am 1. April 1971 durch die Zusammenlegung der Gemeinden Aham, Bachmehring, Freiham und Schönberg. Kircheiselfing war bis dahin der Hauptort der Gemeinde Bachmehring. Seit der Auflösung des Landkreises Wasserburg am Inn am 1. Juni 1972 gehört sie zum Landkreis Rosenheim. Die Gemeindeteile Schönberg, Stettberg und Thalham wurden 1972 in die Gemeinde Babensham umgegliedert, Au und Laiming wurden nach Griesstätt umgegliedert.

### Einwohnerentwicklung
Zwischen 1988 und 2018 wuchs die Gemeinde von 2484 auf 3055 Einwohner bzw. um 23 %.

## Politik

### Gemeinderat
| Partei/Liste    | 2020 | 2014 | 2008 | 2002 |
| --------------- | ---- | ---- | ---- | ---- |
| Sitze insgesamt | 16   | 14   | 14   | 14   |
| CSU             | 6    | 5    | 7    | 6    |
| FWE 2           | 7    | 3    | 3    | 3    |
| GRÜNE/SPD       | 3    | –    | –    | –    |
| GRÜNE           | –    | 2    | –    | –    |
| SPD             | –    | 1    | –    | 2    |
| ULGE 1          | –    | 3    | 4    | 3    |

### Wappen
|                                       | Blasonierung: „Geteilt; oben in Silber nebeneinander drei durchgehende blaue Rauten, unten gespalten von Gold und Blau, vorne ein wachsender schwarzer Bischofsstab, hinten ein wachsender auffliegender goldener Falke mit schwarzem Halsband.“ |
| Dieses Wappen wird seit 1981 geführt. | |

## Baudenkmäler
- Die katholische Pfarrkirche St. Rupertus ist ein gotischer Saalbau erbaut um 1500: Turm und Langhaus sind im Kern romanisch. Darin befindet sich eine bekannte Pietà von Ignaz Günther aus dem Jahr 1758.[10]

## Infrastruktur

### Verkehr
- Busverkehr: Eiselfing ist durch drei Buslinien an den Regionalverkehr Oberbayern angebunden. Es bestehen Verbindungen nach Wasserburg am Inn, Schonstett, Halfing, Bad Endorf, Rimsting, Prien am Chiemsee, Rosenheim, Vogtareuth, Griesstätt und Amerang.

## Persönlichkeiten
- Josef Maurer, deutscher Archäologe und Prähistoriker (* 1868 in Wimpasing, † 1936)
- Georg Mühlberger (* 1880  in Pollersham, † unbekannt) Wilderer, Scharfschütze, Träger der Bayerischen Tapferkeitsmedaille (höchste Tapferkeitsauszeichnung Bayerns für Nicht-Offiziere)
- Otto Geist, deutsch-amerikanischer Archäologe und Paläontologe (* 1888 in Kircheiselfing, † 1963 in München)